# Europese kampioenschappen schaatsen 1994
De Europese kampioenschappen schaatsen 1994 werden op 7, 8 en 9 januari 1994 gereden in de ijshal Vikingskipet te Hamar in Noorwegen.
Titelverdedigers waren de Europees kampioenen van 1993 in Heerenveen. In Thialf werden de Oostenrijkse Emese Hunyady en de Nederlander Falko Zandstra kampioen.
De Duitse Gunda Niemann en de Nederlander Rintje Ritsma werden Europees kampioen.
| Programma                                            | Programma                                               | Programma                              |
| vrijdag 7 januari                                    | zaterdag 8 januari                                      | zondag 9 januari                       |
| ---------------------------------------------------- | ------------------------------------------------------- | -------------------------------------- |
| 500 meter mannen 500 meter vrouwen 5000 meter mannen | 1500 meter vrouwen 1500 meter mannen 3000 meter vrouwen | 5000 meter vrouwen 10.000 meter mannen |

## Mannen

### Eindklassement
| Rang   | Schaatser            | Land        | Punten  | 500 m      | 5000 m       | 1500 m       | 10.000 m      |
| ------ | -------------------- | ----------- | ------- | ---------- | ------------ | ------------ | ------------- |
| Goud   | Rintje Ritsma        | Nederland   | 156,201 | 37,30 (1)  | 6.39,46 (1)  | 1.51,60 (1)  | 13.55,11 (4)  |
| Zilver | Johann Olav Koss     | Noorwegen   | 157,257 | 37,98 (6)  | 6.41,75 (4)  | 1.52,60 (3)  | 13.51,39 (1)  |
| Brons  | Falko Zandstra       | Nederland   | 157,686 | 37,89 (4)  | 6.41,64 (3)  | 1.52,25 (2)  | 14.04,32 (5)  |
| 4      | Ids Postma           | Nederland   | 158,877 | 37,78 (3)  | 6.48,35 (6)  | 1.52,79 (4)  | 14.13,33 (6)  |
| 5      | Kjell Storelid       | Noorwegen   | 160,300 | 39,96 (23) | 6.44,34 (5)  | 1.54,80 (7)  | 13.52,81 (2)  |
| 6      | Steinar Johansen     | Noorwegen   | 160,473 | 38,28 (8)  | 6.48,60 (7)  | 1.55,17 (9)  | 14.18,86 (8)  |
| 7      | Yuri Shulga          | Oekraïne    | 161,159 | 38,72 (12) | 6.51,49 (8)  | 1.54,78 (6)  | 14.20,60 (9)  |
| 8      | Jaromir Radke        | Polen       | 161,221 | 40,54 (27) | 6.40,79 (2)  | 1.56,66 (15) | 13.54,32 (3)  |
| 9      | Andrej Anoefriejenko | Rusland     | 161,650 | 37,94 (5)  | 6.59,55 (20) | 1.54,31 (5)  | 14.33,04 (11) |
| 10     | Jonas Schön          | Zweden      | 162,162 | 39,45 (17) | 6.51,84 (9)  | 1.56,26 (13) | 14.15,51 (7)  |
| 11     | Christian Eminger    | Oostenrijk  | 163,270 | 39,91 (22) | 6.52,29 (11) | 1.57,19 (18) | 14.21,36 (10) |
| 12     | Per Bengtsson        | Zweden      | 164,753 | 40,15 (24) | 6.52,25 (10) | 1.58,06 (22) | 14.40,50 (12) |
| NC13   | Thomas Kumm          | Duitsland   | 118,215 | 38,20 (7)  | 6.55,29 (14) | 1.55,46 (11) |               |
| NC14   | Oleg Pavlov          | Rusland     | 118,524 | 38,51 (10) | 6.56,88 (18) | 1.54,98 (8)  |               |
| NC15   | Paweł Zygmunt        | Polen       | 118,661 | 38,46 (9)  | 6.53,31 (13) | 1.56,61 (14) |               |
| NC16   | Michael Hadschieff   | Oostenrijk  | 118,832 | 38,68 (11) | 6.56,79 (17) | 1.55,42 (10) |               |
| NC17   | Davide Carta         | Italië      | 119,409 | 37,53 (2)  | 7.08,36 (24) | 1.57,13 (17) |               |
| NC18   | Boris Oevarov        | Oekraïne    | 119,585 | 39,17 (5)  | 6.57,82 (19) | 1.55,90 (12) |               |
| NC19   | Frank Dittrich       | Duitsland   | 120,029 | 39,74 (20) | 6.52,96 (12) | 1.56,98 (16) |               |
| NC20   | Alexander Baumgärtel | Duitsland   | 120,409 | 39,65 (19) | 6.55,96 (15) | 1.57,49 (21) |               |
| NC21   | Artur Szafrański     | Polen       | 120,429 | 38,87 (14) | 7.04,63 (21) | 1.57,29 (19) |               |
| NC22   | Giorgio Baroni       | Italië      | 121,169 | 38,82 (13) | 7.11,96 (26) | 1.57,46 (20) |               |
| NC23   | Vitali Novichenko    | Wit-Rusland | 121,883 | 39,88 (21) | 7.06,30 (22) | 1.58,12 (23) |               |
| NC24   | Timo Järvinen        | Finland     | 122,549 | 40,23 (25) | 7.06,73 (23) | 1.58,94 (24) |               |
| NC25   | Martin Feigenwinter  | Zwitserland | 122,733 | 41,17 (28) | 6.56,60 (16) | 1.59,71 (25) |               |
| NC26   | Jiří Kyncl           | Tsjechië    | 123,619 | 40,25 (26) | 7.09,89 (25) | 2.01,14 (26) |               |
| NC27   | István Dolp          | Hongarije   | 124,192 | 39,53 (18) | 7.21,16 (27) | 2.01,64 (27) |               |
| NS2    | Zsolt Zakarias       | Oostenrijk  | 39,190  | 39,19 (16) | - (NS)       |              |               |

## Vrouwen

### Deelname
De vrouwen streden voor de negentiende keer om de Europese titel. Ze deden dit voor de vierde keer in Noorwegen, na Brandbu in 1973, Geithus in 1986 en Kongsberg in 1988. Drieëntwintig deelneemsters uit twaalf landen namen aan dit kampioenschap deel. Tien landen, Duitsland (3), Nederland (3), Noorwegen (3), Rusland (3), Polen (2), Roemenië (2), Zweden (2), Finland (1), Italië (1) en Oostenrijk (1), waren ook vertegenwoordigd op het EK in 1993. De voormalige Sovjetrepublieken Letland (1) en Oekraïne (1) namen voor de eerste keer deel. Zeven vrouwen debuteerden op dit kampioenschap.
De Duitse Gunda Niemann-Kleemann veroverde voor de vijfde keer de Europese titel en werd daarmee alleen recordhoudster. De Russische Svetlana Bazjanova, vorig jaar als debutante op de derde plaats geëindigd, eindigde dit jaar op plaats twee. De Europees kampioene van 1993, de Oostenrijkse Emese Hunyady, eindigde voor de derde opeenvolgende keer op het erepodium, in 1992 werd ze tweede en dit jaar derde.
Van het Nederlandse trio vrouwen eindigde debutante Annamarie Thomas op de vierde plaats, Carla Zijlstra op de zesde plaats, en de eveneens debuterende Tonny de Jong op de achtste plaats.

### Afstandmedailles
Carla Zijlstra won als enige Nederlandse vrouw afstand medailles, ze won op de 3000 en 5000 meter de zilveren medaille.
Na Cerasela Hordobetiu, die brons won op de 500 meter in 1993, veroverde Mihaela Dascalu de tweede medaille voor Roemenië bij de vrouwen. Zij deed dit middels de zilveren medaille op de 500 meter.
Gunda Niemann-Kleemann bracht haar record totaal afstand medailles op zesentwintig (17-7-2).
| Afstand | Goud                   | Zilver                 | Brons                  |
| ------- | ---------------------- | ---------------------- | ---------------------- |
| 500m    | Emese Hunyady          | Mihaela Dascalu        | Gunda Niemann-Kleemann |
| 1500m   | Emese Hunyady          | Gunda Niemann-Kleemann | Svetlana Bazjanova     |
| 3000m   | Gunda Niemann-Kleemann | Carla Zijlstra         | Svetlana Bazjanova     |
| 5000m   | Gunda Niemann-Kleemann | Carla Zijlstra         | Svetlana Bazjanova     |

### Eindklassement
Achter de namen staat tussen haakjes bij meervoudige deelname het aantal deelnames
| Rang   | Schaatsster                   | Land       | Punten  | 500 m      | 1500 m       | 3000 m       | 5000 m       |
| ------ | ----------------------------- | ---------- | ------- | ---------- | ------------ | ------------ | ------------ |
| Goud   | Gunda Niemann-Kleemann (7)    | Duitsland  | 167,282 | 40,99 (3)  | 2.02,45 (2)  | 4.12,25 (1)  | 7.14,35 (1)  |
| Zilver | Svetlana Bazjanova (2)        | Rusland    | 170,263 | 41,41 (6)  | 2.03,79 (3)  | 4.17,80 (3)  | 7.26,34 (3)  |
| Brons  | Emese Hunyady (10)            | Oostenrijk | 170,473 | 40,51 (1)  | 2.02,31 (1)  | 4.20,92 (5)  | 7.37,07 (8)  |
| 4      | Annamarie Thomas              | Nederland  | 171,952 | 41,26 (5)  | 2.05,10 (5)  | 4.20,66 (4)  | 7.35,49 (7)  |
| 5      | Ulrike Adeberg (2)            | Duitsland  | 172,467 | 41,47 (7)  | 2.06,14 (6)  | 4.21,24 (7)  | 7.34,21 (5)  |
| 6      | Carla Zijlstra                | Nederland  | 172,974 | 43,19 (16) | 2.07,73 (11) | 4.17,36 (2)  | 7.23,15 (2)  |
| 7      | Mihaela Dascalu (4)           | Roemenië   | 172,990 | 40,97 (2)  | 2.05,07 (4)  | 4.23,72 (8)  | 7.43,77 (10) |
| 8      | Tonny de Jong                 | Nederland  | 173,794 | 41,84 (8)  | 2.06,74 (7)  | 4.25,20 (10) | 7.35,08 (6)  |
| 9      | Heike Warnicke-Schalling (10) | Duitsland  | 174,061 | 43,27 (18) | 2.07,70 (10) | 4.21,02 (6)  | 7.27,22 (4)  |
| 10     | Anette Tønsberg (5)           | Noorwegen  | 175,239 | 42,31 (11) | 2.08,06 (12) | 4.24,83 (9)  | 7.41,05 (9)  |
| 11     | Cerasela Hordobetiu (3)       | Roemenië   | 175,886 | 41,19 (4)  | 2.07,11 (8)  | 4.27,12 (11) | 7.58,06 (12) |
| 12     | Elisabetta Pizio (2)          | Italië     | 178,509 | 43,26 (17) | 2.10,20 (17) | 4.28,08 (12) | 7.51,69 (11) |
| NC13   | Ewa Wasilewska-Borkowska (6)  | Polen      | 129,048 | 41,84 (8)  | 2.07,48 (9)  | 4.28,29 (13) |              |
| NC14   | Hege Langli (3)               | Noorwegen  | 130,468 | 42,49 (13) | 2.08,86 (14) | 4.30,15 (14) |              |
| NC15   | Else Ragni Yttredal (7)       | Noorwegen  | 130,533 | 41,85 (10) | 2.08,16 (13) | 4.35,78 (19) |              |
| NC16   | Tatjana Trapeznikova          | Rusland    | 131,034 | 42,33 (12) | 2.10,03 (16) | 4.32,17 (16) |              |
| NC17   | Jasmin Krohn (9)              | Zweden     | 131,460 | 42,77 (14) | 2.10,02 (15) | 4.32,10 (15) |              |
| NC18   | Christina Schön (2)           | Zweden     | 132,820 | 43,02 (15) | 2.11,67 (19) | 4.35,46 (17) |              |
| NC19   | Svitlana Konstantynova        | Oekraïne   | 133,491 | 43,62 (20) | 2.11,73 (20) | 4.35,77 (18) |              |
| NC20   | Outi Ylä-Sulkava (2)          | Finland    | 133,838 | 43,50 (19) | 2.11,58 (18) | 4.38,87 (21) |              |
| NC21   | Jelena Berko                  | Rusland    | 135,471 | 44,49 (22) | 2.14,87 (22) | 4.36,15 (20) |              |
| NC22   | Ilonda Lūse                   | Letland    | 135,864 | 44,39 (21) | 2.14,90 (23) | 4.39,05 (22) |              |
| NC23   | Kaska Rogulska                | Polen      | 137,561 | 45,22 (23) | 2.14,32 (21) | 4.45,41 (23) |              |

vet = kampioenschapsrecord